# Joseph Arthur
 (mai 2022).
Si vous disposez d'ouvrages ou d'articles de référence ou si vous connaissez des sites web de qualité traitant du thème abordé ici, merci de compléter l'article en donnant les références utiles à sa vérifiabilité et en les liant à la section « Notes et références ».
Pour les articles homonymes, voir Joseph Arthur (homonymie) et Arthur.
Joseph Arthur (né le 28 septembre 1971 à Akron, Ohio) est un chanteur pop rock américain, utilisateur de l'oversampling.

## Biographie
Il commence la plupart de ses chansons par des rythmiques qu'il répète jusqu'à trouver un bon échantillon (« sample » en anglais) qu'il fait ensuite tourner en boucle ou qu'il garde en réserve pour le mixer dans la suite du morceau. Grâce à de nombreux effets, il triture les sons jusqu'à composer une chanson originale à chaque fois, plus ou moins improvisée. Depuis 2007, lors de ses concerts, il est presque toujours assisté de son groupe « The Lonely Astronauts ». Joseph Arthur enregistre tous ses concerts durant le spectacle.
D'autre part, il avait pour habitude de peindre durant le spectacle une toile, dans un style « moderne »… qui se rapproche des toiles de Basquiat.
Il est repéré en 1996 par Lou Reed et Peter Gabriel et signe avec ce dernier pour sortir ses trois albums sur le label Real World : Big City Secrets en 1997, Come to Where I'm From en 2000 et Redemption's Son en 2002. Le succès commercial n'est pas au rendez-vous. Il quitte le label de Peter Gabriel, menace de tout arrêter et retrouve finalement une maison, le label Vektor, pour sortir son quatrième album, différent par son instrumentation.
En 2004, il participe à la bande originale du film Shrek 2 avec la chanson You're So True.
À l'été 2007, il est le premier artiste résident du Festival de Jazz de Montréal en donnant dix concerts, dix soirs d'affilée au O Patro Vys. Chaque soir, il peint une toile offerte à la vente en fin de spectacle.
Le 15 janvier 2009, il se produit au Club Soda de Montréal.
Depuis février 2010, Joseph Arthur joue également avec Ben Harper et Dhani Harrison dans Fistful of Mercy.
En septembre 2011, a lieu sa première exposition, en France, à la Galerie Chappe.
En janvier 2012, il offre sur son site un nouvel album double, Redemption City.
En novembre 2012, il présente dans l'émission de Jimmy Fallon son nouveau groupe, RNDM, avec le bassiste de Pearl Jam, et joue le titre Modern times.
En 2013, il sort l'album The Ballad of Boogie Christ qu'il présente durant le Tonight Show de Jay Leno.
Depuis juin 2019, il a interviewé sur le podcast Come to where I'm from.

## Vie privée
Il a une fille, Alessia, née en juillet 2021, avec sa compagne Anna Sophia.

## Discographie

### Disques personnels
- 1996 : Big City Secrets (Real World no 64)
- 1999 : Vacancy
- 2000 : Come to Where I'm From
- 2002 : Junkyard Hearts (EP, vol. I, II, III et IV)
- 2002 : Redemption's Son
- 2003 : Holding the Void
- 2004 : Our Shadows Will Remain
- 2004 : And the Thieves Are Gone
- 2006 : The Invisible Parade (disque accompagnant son livre We Almost Made It)
- 2006 : Nuclear Daydream
- 2007 : Let Just Be
- 2008 : Temporary People
- 2011 : The Graduation Ceremony
- 2012 : Redemption City (2CD)
- 2013 : The Ballad of Boogie Christ Volume One
- 2013 : The Ballad of Boogie Christ Volume Two
- 2014 : Lou
- 2015 : Days of Surrender
- 2016 : The Family
- 2019 : Come Back World

### Fistful of Mercy
- 2010 : As I Call You Down

### Participations
- 2006 : Rogues' Gallery produit par Johnny Depp